# Podnoszenie ciężarów na Letnich Igrzyskach Olimpijskich Młodzieży 2010 – kategoria poniżej 69 kilogramów chłopców
Zawody chłopców w kategorii poniżej 69 kilogramów w podnoszeniu ciężarów na Letnich Igrzyskach Olimpijskich Młodzieży 2010 odbyły się 17 sierpnia w Toa Payoh Sports Hall w Singapurze.

## Wyniki
| Rk | Zawodnik                 | Grupa | Waga ciała | Rwanie (kg) | Rwanie (kg) | Rwanie (kg) | Rwanie (kg) | Podrzut (kg) | Podrzut (kg) | Podrzut (kg) | Podrzut (kg) | Razem (kg) |
| Rk | Zawodnik                 | Grupa | Waga ciała | 1           | 2           | 3           | Rezultat    | 1            | 2            | 3            | Rezultat     | Razem (kg) |
| -- | ------------------------ | ----- | ---------- | ----------- | ----------- | ----------- | ----------- | ------------ | ------------ | ------------ | ------------ | ---------- |
|    | Nicat Rəhimov            | A     | 68.76      | 125         | 130         | 134         | 134         | 154          | 161          | 166          | 161          | 295        |
|    | Gong Xingbin             | A     | 68.37      | 128         | 133         | 135         | 133         | 160          | 165          | 165          | 160          | 293        |
|    | Ediel Márquez Oña        | A     | 66.75      | 120         | 125         | 129         | 129         | 145          | 150          | 154          | 154          | 283        |
| 4  | Ziyobitddin Kutbitddinov | A     | 68.82      | 122         | 126         | 128         | 126         | 147          | 154          | 158          | 147          | 273        |
| 5  | Tairat Bunsuk            | A     | 68.51      | 115         | 119         | 119         | 119         | 145          | 150          | 160          | 150          | 269        |
| 6  | Housseyn Fardjallah      | A     | 68.64      | 110         | 115         | 119         | 115         | 140          | 145          | 145          | 140          | 255        |
| 7  | Mohsen Ghazalian         | A     | 66.08      | 110         | 115         | 118         | 118         | 135          | 135          | 140          | 135          | 253        |
| 8  | Maraj Tubal              | A     | 65.78      | 100         | 110         | 113         | 110         | 130          | 130          | 130          | 130          | 240        |
| 9  | Joshua Milne             | A     | 68.50      | 83          | 89          | 91          | 91          | 110          | 117          | 117          | 110          | 201        |
| 10 | Charlie Lolohea          | A     | 67.96      | 72          | 78          | 78          | 78          | 95           | 100          | 105          | 105          | 183        |
|    | Nico Müller              | A     | 68.77      | 118         | 122         | 125         | 125         | 148          | 150          | 150          | —            | —          |